# Georg Keiper
Georg Keiper (* 22. Dezember 1877 in Ingolstadt; † 18. August 1951 in München) war ein deutscher Diplomingenieur, Direktor einer Hochschule, und Berater der Regierung in China ab 1928.

## Leben
Nach Gymnasiums-Besuch und Abitur nahm Georg Keiper in Berlin ein Studium an der Bergakademie Berlin im Fachgebiet Bergbauwissenschaften auf. Anfang 1905 schloss er dieses Studium mit dem Diplom als Bergbauingenieur ab. Unmittelbar darauf erhielt er eine Anstellung als wissenschaftlicher Hilfsarbeiter an dem im Aufbau befindlichen „Museum für Meisterwerke der Naturwissenschaften und Technik“. Er wurde in der Abteilung für Geologie und Bergbaukunde eingesetzt. Leiter des Museums war der Baurat Dr. Oskar von Miller (1855–1934). Doch nach wenigen Monaten reicht er seine Kündigung ein, da er einen Ruf an die chinesische Reichsuniversität nach Peking erhalten hatte. Dort wurde er ab Anfang 1906 als Dozent für Geologie eingesetzt.
Als im deutschen Pachtgebiet Kiautschou 1909 eine deutsch-chinesische Hochschule eingerichtet wurde, wechselte Georg Keiper im Oktober 1909 nach Tsingtau. Hier wohnte er in der Friedrichstraße 213. Das Reichsmarineamt, das die Entscheidungsbefugnis für das Pachtgebiet innehatte, ernannte ihn noch im selben Jahr zum Direktor der Hochschule. Die Eröffnung der neuen akademischen Bildungsstätte erfolgt am 25. Oktober 1909. Anfang 1914 heiratete Keiper in Straßburg und Pauline Schröder, zog mit nach Kiautschou. Mit Beginn des Ersten Weltkrieges kehrte seine Ehefrau nach Deutschland zurück. Er selbst wurde im August 1914 als Vizefeldwebel der Landwehr II, 7. Kompanie des III. Seebataillons zur Verteidigung Tsingtaus eingesetzt. Während der Kämpfe wurde er zum Artillerieoffizier ernannt, aber so schwer verletzt, dass er längere Zeit im Lazarett zubringen musste. Dieses Lazarett war im Gebäude der deutsch-chinesischen Hochschule eingerichtet worden. Anfang 1915 wurde er mit der Gefangenen Nr. 4537 im Kriegsgefangenenlager in Osaka interniert. Bis zum Frühjahr 1920 verblieb er im Lager.
Nach der Entlassung aus dem Internierungslager bemühte sich Georg Keiper über bereits geknüpfte Beziehungen wieder an die Universität zu gelangen. Als das nicht funktionierte nahm er eine Tätigkeit bei der „Anshan Steel Works“, ein Unternehmer der Südmandschurischen Eisenbahngesellschaft, auf. Diese Firma kontrollierte fast die gesamte Wirtschaft in der südlichen Mandschurei. Nach drei Jahren kehrte er 1923 kurzzeitig nach München zurück, reiste aber, weil die Arbeitsaussichten in Deutschland wesentlich schlechter standen 1924 nach Mukden zurück. Hier konnte er wieder in seine frühere Tätigkeit als Dozent an der Nordost Universität in China einsteigen. Während dieser Zeit erhielt er eine Professur und wurde zum Oberbaurat ernannt. Abermals wieder kurzzeitig in Deutschland war er 1925. Während dieses Aufenthaltes leitete er eine zusätzliche Vertretertätigkeit für die Firma MAN und die Gutehoffnungshütte mit Sitz in Oberhausen ein. Mitte 1927 endete dann seine Professur an der Universität und auch über die Vertretertätigkeit erhielt er in Deutschland keine Anstellung. Deshalb war er ab dem Frühjahr 1928 in Spanien und einzelnen nordafrikanischen Ländern als Begutachter spanischer Bergwerke unterwegs. Als dann im Zuge der Chinesischen Wiedervereinigung die Kuomintang 1928 eine neue Nationalregierung in Nanjing einrichtete, suchte diese nach Kooperationen in wirtschaftlicher und militärischer Richtung in Deutschland nach. Zu einer der ersten Beratergruppen, die in dieser Zeit nach China gingen, war auch Keiper. Ab 1929 wurde er für die chinesische Regierung als Berater zur Erschließung der vorhandenen natürlichen Ressourcen, vor allem geologischer Lagerstätten tätig. Im gleichen Zusammenhang unterstützte er den sich daran anschließenden Aufbau der Bergwerks- und Eisenhüttenindustrie. Ab 1932 wechselte dann sein Auftraggeber. Keiper leitete nun das Vertretungsbüro für die deutsche Firma Gutehoffnungshütte in China. Erst 1935 kehrte er von dort nach Deutschland zurück und lebte in München. Hier hatte er in der De-la-Paz-Straße 4 im Stadtteil Nymphenburg ein eigenes Haus erworben, das er nun bewohnte.
Am 18. August 1951 verstarb Georg Keiper in München.

## Familie
Die Eltern von Georg Keiper waren der Buchhalter Georg Keiper und dessen Ehefrau Anna, geborene Miller. Georg Keiper jr. heiratete 1914 Pauline Schröder.

## Auszeichnungen
- 1912: Roter Adlerorden vierter Klasse[4]